# Liste des épouses et compagnes des présidents de la république du Mali
Première dame du Mali est le titre détenu par l'épouse du président du Mali, parallèlement au mandat présidentiel,.
L'actuelle première dame est Lala Diallo, épouse du président par intérim Assimi Goïta, qui occupe ce poste depuis le 24 mai 2021.

## Liste des premières dames
| #   | Première dame (maiden name) | Portrait | Début du mandat   | Fin du mandat     | Chef d'état            | Remarques |
| --- | --------------------------- | -------- | ----------------- | ----------------- | ---------------------- | --- |
| 1   | Mariam Travelélé            |          | 20 juin 1960      | 19 novembre 1968  | Modibo Keïta           | Le président Modibo Keïta, polygame et père de trois femmes, a nommé sa première épouse, Mariam Travélé, comme Première dame officielle du Mali. Elle a été emprisonnée par Moussa Traoré en tant que prisonnière politique depuis le coup d'État malien de 1968, qui a renversé son mari, jusqu'en 1978. |
| 2   | Mariam Sissoko              |          | 19 novembre 1968  | 26 mars 1991      | Moussa Traoré          | |
| 3   | Lobbo Traoré                |          | 26 mars 1991      | 8 juin 1992       | Amadou Toumani Touré   | |
| 4   | Adame Ba Konaré             |          | 8 juin 1992       | 8 juin 2002       | Alpha Oumar Konaré     | Adame Ba Konaré est historien professionnel et universitaire. |
| (3) | Lobbo Traoré                |          | 8 juin 2002       | 22 mars 2012      | Amadou Toumani Touré   | |
| 5   | Inconnu                     |          | 22 mars 2012      | 12 avril 2012     | Amadou Sanogo          | |
| 6   | Mintou Doucour              |          | 12 avril 2012     | 4 septembre 2013  | Dioncounda Traoré      | |
| 7   | Keïta Aminata Maïga         |          | 4 septembre 2013  | 19 août 2020      | Ibrahim Boubacar Keïta | |
| 8   | Lala Diallo                 |          | 19 août 2020      | 25 septembre 2020 | Colonel Assimi Goïta   | Le président Ibrahim Boubacar Keïta a été renversé lors du coup d'État malien de 2020. Le pays était dirigé par une junte militaire appelée Comité national pour le salut du peuple dirigé par le colonel Assimi Goïta. Son épouse, Lala Diallo, n'a fait aucune apparition publique pendant cette brève période. |
| 9   | Marié                       |          | 25 septembre 2020 | 24 mai 2021       | Bah Ndaw               | Le président par intérim Bah Ndaw a refusé d'accorder le titre de Première dame à son épouse au cours de sa brève présidence par intérim. Ndaw a évoqué la nécessité de garder son épouse et les autres membres de sa famille immédiate à l'écart des affaires publiques pendant son gouvernement de transition. Le président Ndaw a été renversé par son vice-président, le colonel Assimi Goïta, lors du coup d'État malien de 2021, le 24 mai 2021. |
| 10  | Lala Diallo                 |          | 24 mai 2021       | Président         | Colonel Assimi Goïta   | Lala Diallo a fait sa première apparition publique en tant que première dame lors de l'investiture de Goïta le 7 juin 2021. |

## Voir également
- Liste des chefs d'État du Mali